# Javiera Muñoz
Javiera Margarita Odija Ubal Muñoz, född 28 maj 1977 i Motala, död 16 januari 2018 i Göteborg, var en svensk sångerska med chilensk-uruguayansk bakgrund och med artistnamnet Javiera. Musiken på hennes skivor är en blandning av latinopop och ballader.

## Biografi
Javiera Muñoz föräldrar kom till Sverige efter kuppen i Chile 1973. Under sin uppväxt i Hjällbo utanför Göteborg började Muñoz i tidig ålder sjunga, uppträdde på fritidsgårdar och spelade i en popgrupp. På högstadiet var hon med i musikalen Odia. Hon deltog också i tävlingar som Rundturstalangen, De okändas revy och Stjärna 95. Muñoz gick estetisk linje med inriktning på dans vid Angereds gymnasium. 1999 gick hon ut Folkuniversitetets ettåriga jazzlinje.
Javiera Muñoz hade tre års utbildning i modern dans och hon arbetade som frilansartist under flera år. I Sverige arbetade hon som musikalartist från 16 års ålder. Muñoz koreograferade och medverkade i ett flertal krogshower, musikaler och TV-program nationellt som internationellt, bland annat Bingolotto, SVT Solo och Sydney. Hon hade sin bas i Sverige men turnerade flitigt även runtom i Europa: Frankrike, Finland och Norge vintern 2008. 2007 anlitades hon av TVN Chile som koreograf och dansare/sångerska.
Muñoz deltog i Melodifestivalen 2000 med låten "Varje timma, var minut", som slutade på fjärde plats. I Melodifestivalen 2002 deltog hon med "No hay nada màs" som slutade på sjätte plats. 2002 släpptes hennes debutalbum Javiera med texter av bland andra Lars Diedricson och Marcos Ubeda och där hon själv skrivit några av texterna. 2004 kom hennes andra album True Love.
Den 13 augusti 2003 tilldelades hon av Margot & Tobis stiftelse Tobis-stipendiet på 25 000 kronor för att ha främjat latinomusiken i Sverige.
Javiera Muñoz avled den 16 januari 2018 i sviterna av anorexia nervosa. Hon är begravd på Kvibergs kyrkogård.

## Diskografi

### Album
- 2002 - Javiera
- 2004 - True Love

### Singlar
- 1998 - The Rose (duett med Jim Jidhed)
- 1999 - Drömmarna & orden
- 2000 - Salsa Fever
- 2000 - Varje timme var minut (bidrag från Melodifestivalen)
- 2001 - Spanish Delight
- 2002 - No hay nada màs (bidrag från Melodifestivalen)
- 2002 - Will You Remember Me
- 2003 - Vamos a gozar
- 2004 - Line of Fire